# Rossloch
Rossloch är en dal i Österrike.   Den ligger i förbundslandet Tyrolen, i den västra delen av landet, 400 km väster om huvudstaden Wien.
Trakten runt Rossloch består i huvudsak av gräsmarker. Runt Rossloch är det ganska tätbefolkat, med 166 invånare per kvadratkilometer.